# Попельниківська сільська рада
| Попельниківська сільська рада — колишній орган місцевого самоврядування у Снятинському районі Івано-Франківської області з адміністративним центром у с. Попельники. Водоймища на території, підпорядкованій даній раді: річки Черемош, Вільховець. Сільській раді підпорядковані населені пункти: - с. Попельники |

## Склад ради
Рада складається з 16 депутатів та голови.

### Керівний склад ради
| ПІБ                      | Основні відомості                                                                                         | Дата обрання | Дата звільнення |
| ------------------------ | --- | ------------ | --------------- |
| Граб'юк Марта Михайлівна | Сільський голова, 1952 року народження, освіта, позапартійна                                              | 26.03.2006   | 31.10.2010      |
| Граб'юк Марта Михайлівна | Сільський голова, 1952 року народження, освіта середня спеціальна, Всеукраїнське об'єднання «Батьківщина» | 31.10.2010   | 25.10.2015      |
| Глібчук Іван Михайлович  | Сільський голова, 1988 року народження, освіта вища                                                       | 25.10.2015   |                 |

Примітка: таблиця складена за даними джерела